# Michel Haddad
Michel Haddad (16 de abril de 1903, data de morte desconhecida) foi um boxeador egípcio que competiu nos Jogos Olímpicos de Verão de 1924.
Em 1924 ele foi eliminado na primeira ronda da categoria leve depois de perder a sua luta para Radius Liberyus.